# Vincent Abril
Vincent Abril, né le 1er mars 1995 à Alès (Gard), est un pilote automobile franco-monégasque basé à Monaco. Il a été champion de la Blancpain GT Series Sprint Cup en 2015.

## Carrière
Il a commencé par faire du karting,, puis, en 2011, à l'âge de 15 ans, Abril a couru dans la série SEAT León Supercopa France pour Team Speedcar. Au cours d'une saison avec six top dix, il a terminé en 15e position.
En 2012, Abril revient dans la série SEAT León Supercopa France. Il a commencé la saison par une 2e place à Lédenon suivie d'une 6e place sur la même piste le lendemain. Après n'avoir pas terminé dans 2 des 4 courses suivantes, Abril a remporté sa première course de la série au Circuit de Nevers Magny-Cours. En septembre, Abril a terminé 2e et 3e au Circuito de Navarra. En octobre, après avoir terminé 3e de la première course du Circuit Paul Ricard, Abril a remporté sa deuxième victoire de la saison lors de la finale de la saison, ce qui lui a valu une 4e place au classement des points.
Sur les deux saisons en Seat Leon Supercopa, 2011 et 2012, Abril a obtenu en tout deux victoires et sept podiums.
Pour 2013, Abril est passé au championnat de France GT FFSA, au volant d'une Audi R8 LMS Ultra pour Team Speed Car. La saison n'a pas très bien commencé, Abril ayant terminé en dehors du top 10 lors des 4 premières courses de la saison. Cependant, en juin 2013, Abril a obtenu sa première pole, et une victoire de course de la saison à Spa-Francorchamps, ce qui fait de lui le plus jeune vainqueur de l'histoire de la compétition GT,. Cette victoire est suivie d'une 3e place après avoir terminé la course sur la même piste. Le même mois, Abril a disputé une course unique sur le Circuit Paul Ricard avec Team Speed Car dans les Blancpain Endurance Series, où il a terminé 17e. En août, Abril est revenu au Championnat de France GT au Val de Vienne où il a terminé 7e et 14e. Le mois suivant, Abril enchaîne une double victoire sur le Circuit de Nevers Magny-Cours, ce qui porte son nombre de victoires pour l'année 2013 à trois,. Il finit l'année en 4e position au classement des points aux côtés de son coéquipier Dino Lunardi, un pilote plus expérimenté. Il attire l'attention d'Olivier Panis, qui devient son manager.
Abril a couru dans deux séries tout au long de l'année 2014, pour la Team Speed Car dans la série Championnat de France, et pour l'équipe belge Audi Club Team WRT dans la Blancpain GT Series Sprint Cup. C'est une année difficile pour Abril, ne terminant sur le podium qu'une seule fois dans les deux séries, et a également terminé 14e dans les deux classements.
En 2015, cependant, Abril a connu l'une des meilleures années de sa carrière. Il passe de chez Audi à l'équipe Bentley HTP à la fois en Blancpain GT Series Sprint Cup et en Blancpain Endurance Series. Même s'il n'a pas montré de résultats dans les Blancpain Endurance Series, où il a terminé 20e au classement par points, Abril a remporté 4 victoires, 8 podiums et 10 top 5 tout au long de la saison, ce qui a permis à Abril de remporter le Blancpain GT Series Sprint Cup 2015 avec son coéquipier Maximilian Buhk.
Après avoir remporté les Blancpain Sprint Series, Vincent Abril est nommé en novembre 2015 pilote officiel de Bentley Motorsport, remplaçant Andy Meyrick. En décembre 2015, pour les 12 Heures de Sepang, Abril intègre une nouvelle équipe, la Bentley Team M-Sport, sous la houlette de Malcolm Wilson,. Il termine 10e de la course.
2016 a été une mauvaise saison pour Abril alors qu'il revient en Blancpain GT Series Sprint Cup Series et en Blancpain Endurance Series. Cette année cependant, Abril n'a pas couru toute la saison, n'ayant pas non plus terminé une seule fois sur le podium. Cela a conduit Abril à terminer 25e au BES et 24e au BGTSSC.
En 2016, Abril a également couru une course dans la série Intercontinental GT Challenge à Spa-Francorchamps où il a terminé 14e.
En 2017, pour la première fois de sa carrière, Abril a couru dans les 12 heures Liqui Moly Bathurst, au volant de la Bentley Continental GT3 no 8 pour Bentley Team M-Sport avec les pilotes Andy Soucek et Maxime Soulet. Le trio est parti 5e et a conduit la voiture à une 12e place au classement général, 5e de sa catégorie.
Après Bathurst, Abril est revenu à nouveau dans les deux séries. En Blancpain Endurance Series, il a terminé 2e du classement après avoir remporté une course sur le Circuit Paul-Ricard avec la Bentley Continental GT3 de l'équipe Bentley Team M-Sport, et monté 2 fois sur le podium (Circuit de Misano et Circuit de Spa-Francorchamps). Abril a également rejoint le Pirelli World Challenge, un championnat de voitures GT disputé en Amérique du Nord, faisant donc la navette entre les deux continents. Il termine la saison 13e au classement des points après avoir terminé 6e.
En 2018, Abril a de nouveau participé aux 12 heures de Liqui Moly Bathurst, toujours avec Soucek et Soulet. Cette fois, cependant, un problème de pneus au 58 tours a poussé le trio à quitter la course plus tôt, ce qui lui a valu une 46e place au classement général.
En 2019, Abril, Soucek et Soulet ont de nouveau couru dans les 12 heures Liqui Moly Bathurst, cette fois, pilotant leur voiture vers une 6e place au classement général, un sommet en carrière pour les trois pilotes. Abril a également piloté cette année-là la Porsche 911 no 78 de Proton Competition lors des 24 Heures du Mans 2019 avec les pilotes Louis et Phillipe Prette. Ils terminent 36e au général après s'être qualifiés en 50e position.
En 2020, il est appelé à la dernière minute pour participer à nouveau aux 24 Heures du Mans par le patron de l’équipe AF Corse Amato Ferrari, qui doit remplacer son pilote Yuhi Sekiguchi, qui ne peut venir à cause de la pandémie de Covid-19. Il est au volant d'une Ferrari 488 GTE Evo, engagée par MR Racing.
Pour 2021, Abril a rejoint le Deutsche Tourenwagen Masters alors que le championnat passait à la réglementation GT3. Au volant de Mercedes-AMG, Abril a pris la pole position pour la première course de la saison, mais a glissé à la deuxième place de la course. Il a ensuite été disqualifié des deux courses lors du week-end d'ouverture, ainsi que des qualifications, ce qui signifie qu'il a perdu les points pour la pole position, en raison de problèmes de carburant.

## Résultats en compétition automobile

### Résultats aux 24 Heures du Mans
| Année | Équipe             | Équipiers                    | Voiture             | Classe  | Tours | Pos. | Class Pos. |
| ----- | ------------------ | ---------------------------- | ------------------- | ------- | ----- | ---- | ---------- |
| 2019  | Proton Competition | Louis Prette Phillipe Prette | Porsche 911 RSR     | GTE Pro | 332   | 36e  | 16e        |
| 2020  | MR Racing          | Kei Cozzolino Takeshi Kimura | Ferrari 488 GTE Evo | GTE Am  | 172   | Abd  | Abd        |